# Stanisław Kossowski (otolaryngolog)
Stanisław Kossowski (ur. 31 sierpnia 1909, zm. 3 października 1989) – polski lekarz otolaryngolog.

## Życiorys
Ukończył studia na Uniwersytecie Jana Kazimierza we Lwowie i doktoryzował się w 1937 na podstawie rozprawy "Nowotwory szczęki dolnej i sposoby ich leczenia", po czym do 1944 r. był asystentem Kliniki Otolaryngologicznej uniwersytetu we Lwowie, a potem Państwowego Instytutu Medycznego we Lwowie. W latach 1944–1946 odbywał służbę wojskową. Od 1946 był kolejno asystentem, starszym asystentem i adiunktem w Klinice Otolaryngologicznej Akademii Medycznej we Wrocławiu. W 1952 habilitował się i od 1954 był docentem, a od 1958 profesorem nadzwyczajnym w tej samej klinice. W latach 1956–1958 i 1965–1972 pełnił funkcję prodziekana Wydziału Lekarskiego. 
Zmarł w 1989 r. i został pochowany na cmentarzu św. Wawrzyńca.

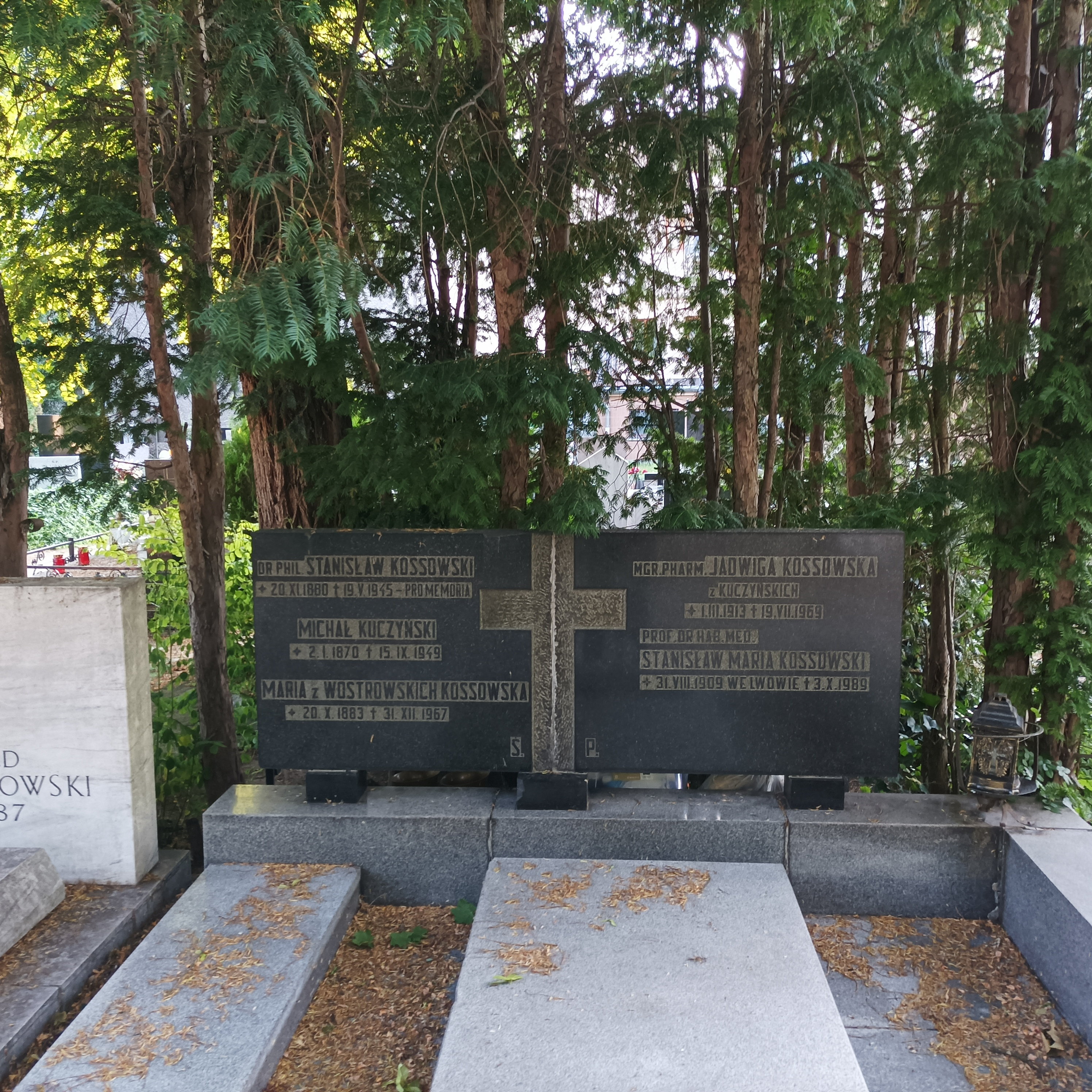
Grób prof. Stanisława Kossowskiego na cmentarzu św. Wawrzyńca we Wrocławiu